# Джурасик свят: Рухналото кралство
„Джурасик свят: Рухналото кралство“ (на английски: Jurassic World: Fallen Kingdom) е щатски научнофантастичен екшън филм от 2018 г. и е продължение на „Джурасик свят“ (2015). Режисиран от Хуан Антонио Бейона, той е вторият филм от трилогията „Джурасик свят“ и петата част от поредицата „Джурасик парк“. Дерек Конъли и режисьорът на „Джурасик свят“ Коли Тревъроу се завръщат като сценаристи, докато Тревъроу си партнира със Стивън Спилбърг като изпълнителни продуценти. Крис Прат, Брайс Далас Хауърд, Би Ди Уонг и Джеф Голдблум повтарят ролите си от предишните филми в поредицата, докато Тоби Джоунс, Тед Ливайн и Рейф Спол са новите попълнения към актьорския състав.
Снимачният процес се провежда от февруари до юли 2017 г. във Великобритания и Хаваите. Продуциран и разпространен от „Юнивърсъл Пикчърс“, премиерата на филма се провежда в Мадрид на 21 май 2018 г. Пуснат е по кината в Съединените щати от 22 юни 2018 г.

## Актьорски състав
| Актьор             | Роля                 |
| ------------------ | -------------------- |
| Крис Прат          | Оуен Грейди          |
| Брайс Далас Хауърд | Клеър Диъринг        |
| Рейф Спол          | Ели Милис            |
| Джъстис Смит       | Франклин Уеб         |
| Даниела Пинеда     | Зия Родригес         |
| Джеймс Кромуел     | Сър Бенджамин Локууд |
| Тоби Джоунс        | Господин Евърсол     |
| Тед Ливайн         | Кен Уийтли           |
| Би Ди Уонг         | Доктор Хенри Ву      |
| Изабела Сермон     | Мейси Локууд         |
| Джералдин Чаплин   | Айрис                |
| Джеф Голдблум      | Доктор Иън Малкълм   |
| Питър Джейсън      | Сенатор Шерууд       |

## В България
В България филмът е пуснат по кината на 8 юни 2018 г. от „Форум Филм България“.
На 15 октомври 2018 г. е издаден на DVD от „А Плюс Филмс“.
На 6 септември 2021 г. е излъчен премиерно по „Би Ти Ви Синема“ в понеделник от 21:00 ч.
Български дублаж
| Озвучаващи артисти  | Гергана Стоянова Татяна Захова Момчил Степанов Кирил Ивайлов Симеон Владов |
| Преводач            | Силвия Вълкова                                                             |
| Тонрежисьор         | Ирина Тодорова                                                             |
| Режисьор на дублажа | Веселина Стоилова                                                          |

## Филми от поредицата за „Джурасик парк“
Поредицата „Джурасик парк“ включва 7 филма:
- „Джурасик парк“ (1993)
- „Изгубеният свят: Джурасик парк“ (1997)
- „Джурасик парк III“ (2001)
- „Джурасик свят“ (2015)
- „Джурасик свят: Рухналото кралство“ (2018)
- „Джурасик свят: Господство“ (2022)
- „Джурасик свят: Прераждане“ (2025)